# Hitlerjeva mladina
Hitlerjeva mladina (nemško die Hitlerjugend) je bila nemška nacistična mladinska organizacija, ki jo je leta 1926 ustanovila nemška nacistična stranka, da bi vzpostavila svoj učni sistem za mlade Nemce. V njem naj bi ti pridobili znanje vojaških veščin in razvili razumevanje ter upoštevanje nacistične ideologije.
Nastala je iz Zveze mladih NSDAP (Jugendbund der NSDAP - JdN), ustanovljene marca 1922, ki je vključevala fante od 14 do 18 let.
Leta 1928 je Hitlerjeva mladina ustanovila odsek za dečke, stare od 10 do 14 let (Deutsch Knabenschaft - Zveza nemških dečkov), ki se je leta 1931 preimenoval v Deutsche Jungvolk in der Hitler-Jugend (Nemški mladi narod v Hitlerjevi mladini). Odsek za deklice med 14 in 18 leti so dodali leta 1929 (Schwesternschaft der Hitler-Jugend - Sestre nemške mladine). Leta 1930 se je preimenoval v Bund Deutscher Mädel (Zveza nemških deklet), leta 1931 pa so mu dodali še odsek za mlajše deklice (Jungmädelgruppe - Skupina mlajših deklic)
Od 1. decembra 1936 so bila vsa druga podobna društva prepovedana in priključena Hitlerjevi mladini. Za starejše od 17 let je postalo članstvo v Hitlerjevi mladini obvezno leta 1939, za starejše od 10 let pa leta 1941. Na mestu vodje je Arthur Axmann leta 1940 zamenjal Baldurja von Schiracha.
Glavni namen Hitlerjeve mladine je bil vzgajati bodoče arijske nadljudi in bodoče vojake, ki bi zvesto služili tretjemu rajhu. Telesna in vojaška vadba je prevladovala nad akademskim in znanstvenim izobraževanjem. Mladi so se v taborih Hitlerjeve mladine učili ravnati z orožjem, krepili svojo telesno moč, se učili vojaške taktike in bili vzgajani v duhu antisemitizma. Nosili so uniforme, sestavljene iz svetlorjavih srajc in rjavih kratkih hlač, vodilni pa so nosili črne srajce.
Nacisti so lokalne oddelke organizacije Hitlerjugend vzpostavili tudi na nekaterih okupiranih območjih med drugo svetovno vojno, med drugim tudi v okupiranih delih Slovenije (Gorenjska, Koroška, Štajerska). Med prvimi člani organizacije na Slovenskem ozemlju naj bi bili v prvih mesecih okupacije, ko je še veljal pakt Ribbentrop-Molotov, tudi nekateri slovenski komunisti.
Ko je vojna napredovala, je Hitlerjeva mladina prevzemala delo mož, ki so se bojevali. Njeni člani so skrbeli za protiletalsko obrambo, iz njihovih vrst pa je izšlo tudi veliko vojakov (med njimi je najbolj znana divizija Waffen-SS 12. SS-oklepna divizija »Hitlerjugend« pod poveljstvom Kurta Meyerja). S prodiranjem zaveznikov na nemško ozemlje v kasnejših fazah vojne so v vojsko vstopali vedno mlajši - med bitko za Berlin leta 1945 so predstavljali največji del branilcev. Neki skupini Hitlerjeve mladine je uspelo zadržati sovjetsko tankovsko divizijo za tri dni. Mnogo zavezniških vojakov je izjavilo, da se ničesar niso bali bolj kot Hitlerjeve mladine.
Po vojni je bila Hitlerjeva mladina razpuščena in za vedno prepovedana.

## Članstvo
- 1923 - 1.200
- 1924 - 2.400
- 1925 - 5.000
- 1926 - 6.000
- 1927 - 8.000
- 1928 - 10.000
- 1929 - 13.000
- 1930 - 26.000
- 1931 - 63.700
- 1932 - 107.956
- 1933 - 2.292.041
- 1934 - 3.577.565
- 1935 - 3.943.303
- 1936 - 5.437.601
- 1937 - 5.879.955
- 1938 - 7.031.226
- 1939 - 7.728.259